# Arjeplog
Arjeplog (pitesamiska: Árjapluovve, lulesamiska Árjepluovve, nordsamiska Árjjatluovvi sydsamiska Aarjepluevie, umesamiska Árjiepluövvie) är en tätort med 1 701 invånare (2020) i Lappland, Norrbottens län, och centralort i Arjeplogs kommun.
Orten är belägen mellan de stora insjöarna Hornavan och Uddjaure i Skellefteälvens avrinningsområde.
Från berget Galtispuoda strax utanför Arjeplog är midnattssolen synlig 10 juni–3 juli, trots att Arjeplog ligger några mil söder om norra polcirkeln. Silvervägen som går mellan Skellefteå och Bodø passerar genom Arjeplog och har fått sitt namn efter silvergruvan i Nasafjäll.

## Historia
Namnet, tidigast belagt 1636 som namn på samebyn och 1640 på kyrko- och marknadsplatsen, är en försvenskning av Árjepluovve. Efterleden är pluovve, 'blöt myr', medan förleden innehåller genitiv av (h)árijje, 'ås'.
Arjeplog är känt för bland annat "lappmarksdoktorn" Einar Wallquists skapelse Silvermuseet, som invigdes 1965. 
Arjeplog är kyrkby i Arjeplogs socken som när 1862 års kommunreform genomfördes i Lappland 1874 bildade Arjeplogs landskommun. Landskommunen bildade 1971 utan förändring Arjeplogs kommun med Arjeplog som centralort.

### Befolkningsutveckling
| Befolkningsutvecklingen i Arjeplog 1920–2020                                                   | Befolkningsutvecklingen i Arjeplog 1920–2020 | Befolkningsutvecklingen i Arjeplog 1920–2020 | Befolkningsutvecklingen i Arjeplog 1920–2020 | Befolkningsutvecklingen i Arjeplog 1920–2020 |
| ---------------------------------------------------------------------------------------------- | -------------------------------------------- | -------------------------------------------- | -------------------------------------------- | -------------------------------------------- |
|                                                                                                |                                              |                                              |                                              |                                              |
| År                                                                                             |                                              |                                              | Folkmängd                                    | Areal (ha)                                   |
| 1920                                                                                           | 1920                                         |                                              | 300                                          | ##                                           |
| 1930                                                                                           | 1930                                         |                                              | 409                                          | ##                                           |
| 1935                                                                                           | 1935                                         |                                              | 640                                          | ##                                           |
| 1940                                                                                           | 1940                                         |                                              | 657                                          | ##                                           |
| 1945                                                                                           | 1945                                         |                                              | 830                                          | ##                                           |
| 1950                                                                                           | 1950                                         |                                              | 1 222                                        | ##                                           |
| 1960                                                                                           | 1960                                         |                                              | 1 355                                        | 103                                          |
| 1965                                                                                           | 1965                                         |                                              | 1 614                                        | 126                                          |
| 1970                                                                                           | 1970                                         |                                              | 1 638                                        | 138                                          |
| 1975                                                                                           | 1975                                         |                                              | 1 840                                        | 190                                          |
| 1980                                                                                           | 1980                                         |                                              | 1 979                                        | 244                                          |
| 1990                                                                                           | 1990                                         |                                              | 2 094                                        | 243                                          |
| 1995                                                                                           | 1995                                         |                                              | 2 135                                        | 247                                          |
| 2000                                                                                           | 2000                                         |                                              | 1 988                                        | 247                                          |
| 2005                                                                                           | 2005                                         |                                              | 1 947                                        | 229                                          |
| 2010                                                                                           | 2010                                         |                                              | 1 977                                        | 229                                          |
| 2015                                                                                           | 2015                                         |                                              | 1 822                                        | 227                                          |
| 2020                                                                                           | 2020                                         |                                              | 1 701                                        | 241                                          |
| Anm.: 1920-1935 benämnd Arjeplogs kyrkostad. ## Som tätort/befolkningsagglomeration 1920–1950. |                                              |                                              |                                              |                                              |

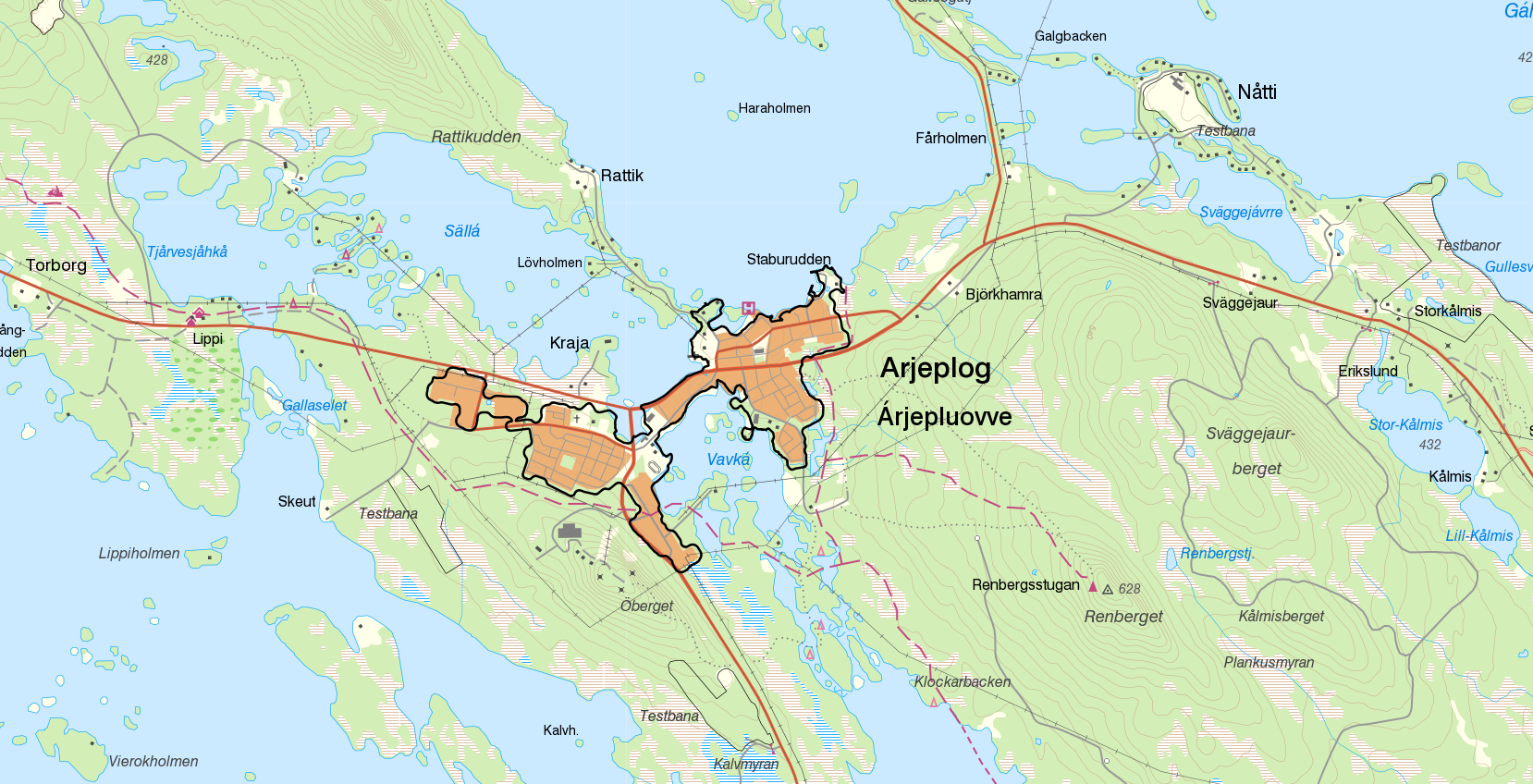
Den av Statistiska centralbyrån avgränsade tätorten Arjeplog med gränserna från tätortsavgränsningen 2015.

I samband med tätortsavgränsningen 1975 avgränsades tätorten på den nya ekonomiska kartan.

## Näringsliv
Större delen av Europas och delar av Asiens bilindustri har valt Arjeplog som centrum för vinterprover. Den är idag den mest betydelsefulla privata näringen i kommunen. Från december till slutet av mars kommer cirka 2 300 ingenjörer och tekniker till Arjeplog för att arbeta med att prova bilar under vinterförhållanden. Testindustrin har kommit att bli en stark drivande kraft för ekonomin i Arjeplog. I dag förlitar sig ett stort antal företag i Arjeplog på bilindustrin.
Närmaste flygplats är Arvidsjaurs flygplats som vintertid har direktflyg ifrån bland annat Tyskland.
När Vägverket år 1995 tog över bilregistret förlades en betydande del av verksamheten på verkets kontor i Arjeplog. Kontoret var en del av Trafikregistret och fördes över till Transportstyrelsen 2009. Kontoret fick vara kvar efter Transportstyrelsens omorganisering 2012.

### Handel
Runt Storgatan och Drottninggatan finns ett av SCB definierat handelsområde med koden 2506H001. Enligt avgränsningen för år 2020 fanns där åtta arbetsställen för detaljhandel.
Arjeplog hade 1932–1967 en lokal konsumentförening, Arjeplogs kooperativa handelsförening. Innan dess hade orten haft en konsumentförening som också hette Arjeplougs kooperativa handelsförening, men dess butik brann ner i december 1921 vilket ledde till att föreningen också upphörde.
Arjeplogs kooperativa handelsförening u. p. a. bildades på nytt i september 1932. Den fastighet man först hyrde köptes så småningom och man byggde där snart en ny affärsbyggnad som kunde invigas den 10 november 1940. Föreningen etablerade med tiden filialer i Laisvall, Laisvalls by, Mellanström, Maskaur och Mullholmen, av vilka de i Laisvalls by, Maskaur och Mullholmen kom att avvecklas efter några år. Sitt första snabbköp öppnade föreningen 1952 i Laisvall och först 1955 blev det snabbköp i Arjeplog. År 1967 uppgick föreningen i Konsum Norrbotten. Konsum i Mellanström överläts på 1980-talet till en privatperson. Den 31 maj 2005 lades även Konsum i Laisvall ner.

## Utbildning
Det finns grundskola, Silverskolan/Öbergaskolan samt Kyrkholmsskolan för årskurs 6-9. Kyrkholmsskolans elever är sedan hösten 2024 tillfälligt inrymda i den tidigare gymnasieskolans lokaler på grund av arbetsmiljöproblem. En utredning pågår för nuvarande var mellan- och högstadieverksamheten ska förläggas från och med höstterminen 2025.
Sedan hösten 2023 kan man som elev läsa vissa gymnasieutbildningar i Arjeplog via Skellefteå fjärrgymnasium.

### Historik
I kommunen fanns senast gymnasieskolan Hornavanskolan 1993-2024.  Under ett kommunfullmäktigemöte i november 2021 togs beslutet att gymnasieskolan ska läggas ned och att det från och med höstterminen 2022 inte kommer att tas emot några nya elever.Den sista kullen studenter gick ut 2023.
Under kommunstyrelsens möte i april 2024 beslutades att Kyrkholmsskolan för årskurs 6-9 skulle rustas upp. Hösten samma år kom nya besked om att upprustningen skulle pausas, och att en utredning skulle startas för att undersöka om verksamheten för mellan- och högstadieklasserna kan flyttas till Hornavansskolan.

## Personer med anknytning till Arjeplog
Se Kategori:Personer från Arjeplogs kommun.